# Comando Feminista Informal de Acción Antiautoritaria
El Comando Feminista Informal de Acción Antiautoritaria (abreviado comúnmente como COFIAA) fue una célula anarco feminista (siendo el primer grupo armado feminista en el país) que centraba su actividad en la Zona metropolitana del valle de México. El grupo ganó notoriedad por atacar con un explosivo casero las Conferencia del Episcopado Mexicano.

## Historia

### Primeros ataques
El primer ataque del grupo fue entre el 25 y 26 de agosto del 2014 una oficina de atención ciudadana del Módulo de Atención Ciudadana del diputado local del Partido Acción Nacional, Orlando Anaya González en Iztapalapa (mencionando que de alguna otra manera había que pedir la "atención ciudadana") y otro abandonado en la Iglesia de Nuestra Señora de Loreto, que fue desactivada por las autoridades, además de mencionar que abandonaron tres artefactos explosivos más los cuales se desconocen su ubicación. El grupo clamo el ataque meses despuésen un comunicado donde también  menciona las pautas de la acción de este grupo.

### Incremento de ataques
El 12 de abril del 2015 el grupo clamo abandonar un artefacto incendiario en la sucursal del banco Santander, esto en la alcaldía Gustavo A. Madero. Meses después el 6 de junio se registró un ataque con explosivos contra las oficinas de la Secretaría de Desarrollo Agrario, Territorial y Urbano (SEDATU), volando los cristales de la entrada y registrando únicamente daños materiales. El ataque tuvo lugar en el barrio de Mixcoac, Alcaldía Benito Juárez atribuyéndose el ataque en un comunicado donde reivindica a los presos anarquistas tanto en México como en Chile, España e Italia, además de culpar a la SEDATU de la devastación de flora y fauna en el país, así como la acumulación de capital para unos pocos. El 23 de diciembre del mismo año, la COFIAA clamo abandonar un artefacto explosivo con base de dinamita, gas butano y gasolina en una iglesia católica ubicada en la esquina entre la calle congreso de la unión y fray Servando Teresa de Mier, en respuesta a los males cometidos por la iglesia "que por siglos ha envilecido, torturado y asesinado a los cuerpos y almas de las mujeres" y no siendo reportado por la prensa o las autoridades.
No fue hasta el 5 de mayo del 2016 cuando la COFIAA clamo una explosión contra de las oficinas de SACMAG México S.A de C.V (una de las empresas contratistas participantes en la construcción del Aeropuerto de Texcoco),  esto en la Alcaldía Benito Juárez. Según miembros del grupo especial antibombas de la Secretaría de Seguridad Pública del Distrito Federal, un automóvil arrojo el explosivo de fabricación casera a base de dinamita y gas, causando daños en la puerta principal y ventanas del edificio, pero sin mencionar la participación de la COFIAA.

### 2016-2017 ataques más mediáticos
El 20 de diciembre del 2016 la COFIAA atacó con un explosivo improvisado las instalaciones del Instituto de las Mujeres de la Ciudad de México, según las autoridades la explosión ocasionó daños a la cortina metálica y el vidrio de la entrada principal de la dependencia, sin que resultaran personas lesionadas.
No fue hasta 16 de abril del 2017 la COFIAA clamó una explosión en las instalaciones de la petrolera ExxonMobil en la colonia Industrial Vallejo, al norte de la Ciudad de México. De acuerdo con las imágenes captadas por las propias autoras del ataque, la explosión causó la destrucción de una de las puertas corredizas de ingreso peatonal a las oficinas. Según las autoras, ExxonMobil es una corporación que por sí misma conforma “un criminal Estado completo, asesino, genocida, ecocida”, con un “larguísimo historial devastador”, refiriéndose a los incidentes de explotación en el Golfo de México.
No fue hasta el 25 de julio del 2017 cuando militantes de la COFIAA abandonaron un explosivo casero en la entrada de la Conferencia del Episcopado Mexicano. El explosivo hecho a base de dinamita, gas butano y gas lp, dejando serios daños en la entrada del recinto. Al día siguiente la COFIAA clamo responsabilidad del ataque, que terminó siendo el ataque más mediático y el cual terminó con la atención tanto de las autoridades como de la prensa, y prendió las alarmas en la organización religiosa. Al final la Procuraduría General de Justicia se hizo cargo del caso.